# Gerbrand Bakker (schrijver)
Gerbrand Bakker (Wieringerwaard, 28 april 1962) is een Nederlandse schrijver.

## Biografie
Gerbrand Bakker studeerde cultureel werk in Leeuwarden,  Nederlandse taal- en letterkunde, specialisatie historische taalkunde, aan de Universiteit van Amsterdam, was van 1995 tot 2002 ondertitelvertaler en voltooide in juli 2006 in Alkmaar de opleiding tot vakbekwaam hovenier. Daarnaast is hij schaatsinstructeur en sinds september 2007 vaste columnist bij De Groene Amsterdammer.
In de jaren 80 van de 20e eeuw leerde hij via Dolf Verroen, Nannie Kuiper en Paul Biegel de wereld van de kinder- en jeugdboekenschrijvers kennen. Hij besloot om zijn kennis op het gebied van historische taalkunde te gebruiken voor een verklarend jeugd-woordenboek: Het Etymologisch Woordenboek voor Beginners, deel 1 Hoe het mannetje mannequin werd... (Piramide, 1997) en deel 2 Hoe het karretje carrière maakte... (Piramide, 1998). De beide delen werden in 2006 door Uitgeverij Ger Guijs in één band heruitgegeven als het Junior Etymologisch woordenboek. In 1999 verscheen zijn eerste jeugdroman (uitgever Piramide) Perenbomen bloeien wit, die vooral in Duitsland (in de vertaling van Andrea Kluitmann) een groot succes werd. In 2007 kwam een bewerkte versie van dit boek uit.
In maart 2006 verscheen zijn literaire debuut Boven is het stil bij Uitgeverij Cossee. Voor dit boek ontving hij het Gouden Ezelsoor, de Debutantenprijs en de Boekdelenprijs 2008. Het boek werd genomineerd voor de AKO Literatuurprijs, de Anton Wachterprijs, de Libris Literatuur Prijs en een aantal buitenlandse prijzen. In juni 2010 werd The Twin (vertaling van Boven is het stil door David Colmer) de International IMPAC Dublin Literary Award toegekend. 
Boven is het stil is in zo'n dertig talen vertaald,  waaronder Engels, Duits, Frans, Italiaans, Chinees, Fins, Ests, Deens, Noors en Grieks. Het boek is in het voorjaar van 2009 als toneelstuk te zien geweest bij Het Vervolg te Maastricht. In 2013 werd het boek tevens verfilmd door Nanouk Leopold, de film ging op 25 april 2013 in première met in de hoofdrollen Jeroen Willems, Henri Garcin en Wim Opbrouck.
Juni is zijn derde roman, verschenen in mei 2009. Deze roman is in het Duits, Deens, Frans, Engels en Italiaans vertaald. In de zomer van 2016 is het toneelstuk naar het boek tien keer opgevoerd tijdens het Zeeuws Nazomerfestival.
In september 2010 verscheen De Omweg, een roman die niet langer het Noord-Hollandse landschap als decor heeft, maar Noord-Wales. Deze roman is in achttien talen vertaald. In de VS en Spanje is gekozen voor de titel Ten white geese/Dies gansos blancos. De filmrechten zijn verkocht aan N279 Entertainment.
Mei 2016 kwam Jasper en zijn Knecht (De Arbeiderspers) op de markt, deel 287 in de reeks Privé-domein. In mei 2017 verscheen de paperbackversie van dit boek.

## Bestseller 60
| Boeken met noteringen in de Nederlandse Bestseller 60 | Jaar van verschijnen | Datum van binnenkomst | Hoogste positie | Aantal weken | Opmerkingen |
| ----------------------------------------------------- | -------------------- | --------------------- | --------------- | ------------ | ----------- |
| Boven is het stil                                     | 2006                 | 17-01-2007            | 23              | 17           |             |
| De omweg                                              | 2010                 | 06-10-2010            | 52              | 3            |             |
| De kapperszoon                                        | 2022                 | 02-03-2022            | 27              | 7            |             |

## Prijzen
- Gouden Ezelsoor 2006, voor Boven is het stil
- ANV Debutantenprijs 2006, voor Boven is het stil
- Boekdelenprijs 2008, voor Boven is het stil
- Prix Millepages 2009, voor Là-haut, tout est calme (Gallimard)
- Prix Initiales 2010, voor Là-haut, tout est calme (Gallimard)
- International IMPAC Dublin Literary Award 2010, voor The twin, vertaling van Boven is het stil door David Colmer
- Prix du Roman des Lecteurs Nanterriens 2011, voor Là-haut, tout est calme
- Premi Llibreter 2012 voor A dalt tot està tranquil, Catalaanse vertaling Boven is het stil door Maria Rosich
- Independent Foreign Fiction Prize 2013 voor The Detour, vertaling van De omweg door David Colmer
- Premi de Literatura Protagonista Jove 2017, voor Les pereres fan la flor blanca, Catalaanse vertaling door Maria Rosich van Perenbomen bloeien wit.

### Nominaties
- AKO-Literatuurprijs 2006, voor Boven is het stil
- Anton Wachterprijs 2006, voor Boven is het stil
- Libris Literatuurprijs 2007 (shortlist), voor Boven is het stil
- Prix Médicis étranger 2009 (shortlist), voor Là-haut, tout est calme (Gallimard)
- Best Translated Book Award 2010 (shortlist), voor The Twin (Archipelago)
- Prix Cévennes 2010 (shortlist), voor Là-haut, tout est calme (Gallimard)
- Euregio Literatuurprijs 2011 (shortlist), voor Boven is het stil / Oben ist es still / Là-haut, tout est calme
- Libris Literatuurprijs 2011 (shortlist), voor De omweg
- AKO Literatuurprijs 2011 (tiplijst), voor De omweg
- International IMPAC Dublin Literary Award 2014 (shortlist) voor The Detour, vertaald door David Colmer
- Jan Wolkersprijs 2018 (shortlist) voor Rotgrond bestaat niet